# 阿得雷德娛樂中心
阿得雷德娛樂中心（英語：Adelaide Entertainment Centre）是位於南澳州首府阿得雷德的室內體育場。它用於舉辦體育賽事和娛樂活動。它是舉辦演唱會和活動的主要場所，可容納1,000至11,300名觀眾。

## 外部連結
维基共享资源上的相關多媒體資源：阿得雷德娛樂中心
- 官方网站